# Table des Morts
La Table des Morts, parfois orthographiée Table des Maures, est un dolmen situé sur la commune de Massac dans le département de l'Aude.

## Historique
L'édifice a été signalé et fouillé en 1896 par M. Barnier, ingénieur des mines de Padern et conseiller général de l'Aude. Le monument était considéré au début du XXe siècle comme le plus beau dolmen du département. Il a été classé monument historique par arrêté du 12 juin 1925.

## Description
L'édifice est situé à 562 m d'altitude sur le rebord d'une colline dominant un vaste horizon à l'est. Le dolmen est parfois qualifié de « petite allée couverte », alors qu'il ne répond pas aux critères requis. Désormais très dégradé, son architecture est peu lisible mais il semble qu'il correspondait à un dolmen à chambre rectangulaire (3,30 m sur 1,12 m) dont les côtés convergeaient vers l'entrée. La table de couverture (2,40 m par 2,62 m) a été brisée par la foudre au début des années 1940. Elle reposait initialement sur six orthostates et une dalle de chevet qui se sont effondrés depuis à l'intérieur de la chambre. Toutes les dalles sont en calcaire d'origine locale. Le tumulus de forme circulaire mesure 8 m de diamètre.

## Matériel archéologique
Barnier y a recueilli des ossements humains, 85 dents, un anneau de bronze, des pendeloques en test de coquillage et une fusaïole en terre cuite. Une nouvelle fouille de Jean Guilaine a permis de recueillir dans les déblais, un tesson de céramique attribué au Campaniforme et dans la chambre elle-même, des fragments de céramique du type Graufresenque correspondant à une violation à l'époque romaine (Ier siècle).